# Războiul etern
Războiul etern (în engleză The Forever War) este un roman științifico-fantastic militar al autorului american Joe Haldeman, care spune povestea contemplativă a soldaților care luptă într-un război interstelar între Om și Taurani. Romanul a fost publicat prima dată în 1974 de editura americană St. Martin's Press. A primit premiul Nebula în 1975 și premiile Hugo și Locus în 1976.   Romanele Forever Free (1999) și Forever Peace (Pace eternă, 1997) sunt continuări directe și tematice. Romanul A Separate War (1999) este un alt fel de fel continuare, care are loc simultan cu partea finală a Războiului etern. În mod informal, romanele compun seria Războiul etern; în plus romanul a inspirat și o carte de benzi desenate și un joc de masă. The Forever War este primul titlu din seria Millennium - Gollancz SF Masterworks.

## Rezumat
William Mandella este un student la fizică reînscris într-o grupă de elită din Forța Exploratorie a Organizației Națiunilor Unite (United Nations Exploratory Force - UNEF), care a fost adunată pentru un război împotriva Tauranilor, o specie extraterestră carea a fost descoperită atunci când aparent au atacat navele coloniștilor umani. Trupele de infanterie ale UNEF sunt trimise în recunoaștere și ca răzbunare. 
Recruții de elită au IQ-uri de 150 și mai mari, ei sunt foarte educați, sănătoși și motivați. Antrenamentul este înfiorător  –  mai întâi pe Pământ, în Missouri, și mai târziu pe o planetă numită „Charon” dincolo de Pluto (romanul este scris înainte de descoperirea planetoidului propriu-zis). Mai mulți dintre recruți sunt uciși în timpul antrenamentului, din cauza mediilor extreme și a folosirii armelor vii. Noii soldați pleacă apoi pentru a intra în luptă, călătorind prin „colapsuri” interconectate, care permit navelor să străbată mii de ani-lumină într-o secundă. Călătoria spre și dinspre colapsuri la o viteză apropiată de cea a luminii are efecte relativiste enorme. 

Coperta ediției de la Editura Nemira, 2015

Prima lor întâlnire cu Tauranii are loc pe o planetă din Epsilon Aurigae se transformă într-un masacru sugerat post-hipnotizare, inamicul nefăcând față fiind distrus complet. Această primă expediție, începută în 1997, durează doar doi ani din punctul de vedere al soldaților, dar din cauza dilatării timpului, ei revin pe Pământ în 2024. În timpul celei de-a doua bătălii a expediției, soldații se confruntă cu șocuri ale viitorului, întrucât Tauranii folosesc arme mult mai avansate împotriva lor, în timp ce ei nu au avut șansa de a se reînarma. 
Mandella, împreună cu colega și iubita sa, Marygay Potter, revin la viața civilă, doar pentru a găsi umanitatea schimbată drastic. El și ceilalți soldați lăsați la vatră au dificultăți în a se încadra într-o societate care a evoluat aproape dincolo de înțelegerea lor. Veteranii află că, pentru a scăpa de suprapopularea care a dus la războaie mondiale, homosexualitatea a devenit oficial încurajată de multe dintre națiunile lumii. Lumea a devenit un loc foarte periculos din cauza șomajului larg răspândit și a disponibilității armelor mortale. Schimbările din cadrul societății îl înstrăinează pe Mandella și pe ceilalți veterani, până în punctul în care mulți se reînrolează pentru a scăpa, în ciuda ratei extrem de ridicate a accidentelor și a recunoașterii lor că armata este o construcție fără suflet. Mandella și Potter au promisiunea că vor fi angajați ca instructori pe Lună, dar la sosire sunt imediat repartizați pentru o comandă de luptă. 
Aproape în întregime prin noroc, Mandella supraviețuiește patru ani în serviciul militar, în timp ce mai multe secole trec pe Pământ. El devine în scurt timp cel mai bătrân soldat supraviețuitor în război, obținând un rang înalt prin vechime și nu prin ambiție, deoarece este în esență un pacifist care acționează mai ales din talent și din simțul datoriei melancolice. El și Potter (care a rămas ultima sa legătură cu Pământul tinereții sale) primesc în cele din urmă sarcini diferite, ceea ce înseamnă că, dacă amândoi supraviețuiesc războiului, nu se vor mai întâlni niciodată din cauza dilatării timpului. După ce s-a gândit la sinucidere, Mandella își asumă postul de ofițer de comandă al unei „forțe de atac”, comandând soldaților care vorbesc o limbă în mare măsură de nerecunoscut pentru el, a cărei etnie este acum aproape uniformă (în aparență vag polineziană) și care sunt exclusiv homosexuali. Soldații nu-l plac, pentru că trebuie să învețe engleza secolului XXI pentru a comunica cu el și cu ceilalți din personalul senior și pentru că este heterosexual. 
Intrând în luptă la mii de ani-lumină distanță de Pământ, Mandella și soldații săi trebuie să folosească arme medievale pentru a lupta în interiorul unui câmp de stază care neutralizează toate radiațiile electromagnetice în orice punct neprotejat. Se dovedește a fi ultimul conflict al războiului. Umanitatea a început să se cloneze, rezultând o nouă specie colectivă numită simplu Man - Om. Spre deosebire de predecesorul său, Omul este capabil să comunice cu Tauranii, care și ei sunt tot clone. Se descoperă că războiul a început din cauza unei neînțelegeri; navele colonie s-au pierdut în urma unor accidente, iar cei de pe Pământ care au avut de câștigat în urma unui nou război au folosit aceste dispariții ca scuză pentru a începe conflictul. Războiul inutil, fără sens, care a durat mai bine de o mie de ani, se încheie. 
Omul a înființat mai multe colonii de oameni pe stil vechi, heterosexuali, ca o garanție în cazul în care schimbarea evolutivă se dovedește a fi o greșeală. Mandella călătorește într-una dintre aceste colonii (numită „Middle Finger” - Degetul Mijlociu în versiunea definitivă a romanului) unde se reîntâlnește cu Marygay, care fusese lăsată la vatră mult mai devreme și a realizat mai multe călătorii în spațiu pentru a folosi dilatarea timpului pentru a îmbătrâni mult mai lent, în speranța revenirii lui Mandella. Epilogul este o știre din anul 3143 care anunță că Marygay Potter-Mandella  a născut un „băiețel frumos”.

## Primire
Romanul este o percepție a serviciului militar efectuat de scriitor în timpul războiului din Vietnam și a fost descris ca un raport al experiențelor sale de război scrise printr-un filtru de operă spațială. Mandella, prenumele protagonistului, care este o aproape o anagramă a prenumelui autorului; Mandella fiind student la fizică, precum Haldeman, iar numele eroinei principale, Marygay Potter, este aproape identic cu numele de fată al soției lui Haldeman. Dacă se acceptă această interpretare a cărții, înstrăinarea experimentată de soldați la întoarcerea pe Pământ - aici cauzată de efectul de dilatare a timpului - devine o metaforă clară a ceea ce simit trupele americane care se întorc în America din Vietnam, inclusiv modul în care războiul în cele din urmă se dovedește inutil și rezultatul său fără sens.
Războiul etern este apreciat în mod popular ca fiind o replică directă a viitorului roman de război, premiat cu Hugo, Infanteria stelară, scris de Robert Heinlein. În timp ce Haldeman a declarat că Războiul etern este de fapt un rezultat al experiențelor sale din războiul din Vietnam, el a recunoscut că a fost influențat și de lucrările lui Heinlein. Haldeman a spus că nu este de acord cu Infanteria stelară pentru că „glorifică războiul”, dar a adăugat că „este un roman foarte bine lucrat și cred că Heinlein a fost onest cu acesta”. Războiul etern conține mai multe paralele cu Infanteria stelară, inclusiv setarea sa și armura motorizată pe care romanul lui Heinlein le-a popularizat pentru prima dată. Comentatorii l-au descris drept o reacție la romanul lui Heinlein, o sugestie pe care Haldeman o refuză; cele două romane sunt foarte diferite în ceea ce privește atitudinea lor față de militari. Războiul etern nu prezintă războiul ca pe o acțiune nobilă, părțile fiind clar definite în bine și rău; în schimb, romanul explorează efectul dezumanizant al războiului, influențat de contextul mondial real al războiului din Vietnam.
Heinlein i-a scris o scrisoare lui Haldeman, felicitându-l pe Haldeman pentru primirea premiului Nebula; Haldeman a spus că scrisoarea lui Heinlein „a însemnat mai mult decât premiul în sine”. Potrivit autorului Spider Robinson, Heinlein s-a apropiat de Haldeman la banchetul cu premii și i-a spus că romanul său „poate fi cea mai bună poveste viitoare de război pe care am citit-o vreodată!”

## Traduceri în limba română
- Joe Haldeman, Războiul etern, traducere de Mihai Dan Pavelescu, Editura Pygmalion, Colecția Cyborg, Ploiești, 1999, 208 pagini, ISBN 973-9207-25-1[10]
- Joe Haldeman, Războiul etern, traducere de Mihai Dan Pavelescu, Editura Nemira, Colecția Nautilus, București, 19 noiembrie 2015, 256 pagini, ISBN 978-606-758-504-9[11]

## Vezi și
- Premiul Hugo pentru cel mai bun roman
- Premiul Nebula pentru cel mai bun roman
- Premiul Locus pentru cel mai bun roman
- Minte colectivă (științifico-fantastic)